# Gastroenterite virale
La gastroenterite virale o, più comunemente, influenza intestinale è una malattia dell'apparato digerente umano.

## Sintomi
I sintomi di questa malattia sono:
- Diarrea liquida senza presenza di sangue;
- Crampi in zona intestinale con o senza dolori;
- Nausea e/o vomito;
- Raramente mal di testa, febbre, dolori muscolari.

La malattia ha  1/3 giorni d'incubazione e la malattia normalmente ha un decorso di 1/2 giorni, ma a volte piò durare fino ad un massimo di 10 giorni.

## Cause
Le cause di questa malattia sono le seguenti:
Essere in contatto con persone che hanno l'influenza intestinale e/o l'assunzione di cibo o acqua contaminati, mentre i virus che possono causare questa malattia sono:
- Norovirus;
- Rotavirus.

## Terapia
Al momento attuale non esiste una terapia per la Gastroenterite virale.